# سلاگاما کولونی
سلاگاما کولونی (به لاتین: Selagama Colony) یک منطقهٔ مسکونی در سری‌لانکا است که در استان مرکزی (سری‌لانکا) واقع شده‌است.